# Matterhorn: A Novel of the Vietnam War
Matterhorn: Ein Vietnam-Roman ist ein zeitgenössischer Roman von Karl Marlantes über den Vietnamkrieg, der in einer fiktiven Handlung die Erlebnisse des Autors widerspiegelt. Das Buch wurde im Mai 2009 in kleiner Auflage von El León Literary Arts und in einer leicht modifizierten Fassung am 23. März 2010 von Atlantic Monthly Press publiziert. Der Arche Verlag veröffentlichte am 1. August 2012 eine von Nikolaus Stingl ins Deutsche übersetzte Fassung.
2011 erhielt das Buch den James Fenimore Cooper Prize sowie den W.Y. Boyd Literary Award for Excellence in Military Fiction und den Colby Award.

## Autor
Karl Marlantes ist ein Absolvent der Yale University und ein Rhodes-Stipendiat der University of Oxford. Der US-amerikanische Autor ist ein hochdekorierter Offizier des United States Marine Corps, der in Vietnam diente. Er wurde mit dem Navy Cross, dem Bronze Star, zwei Navy Commendation Medals für Tapferkeit, zwei Purple Hearts und zehn Air Medals ausgezeichnet. Der Autor arbeitete 35 Jahre an dem Roman, dessen Veröffentlichung mehrere Verlage ablehnten. Seit den 1970er Jahren versuchte Marlantes, sein Buch zu veröffentlichen. Innerhalb von einem Jahr schrieb der Autor ein Manuskript von 1700 Seiten. Die Handlung spielt 1969 in Vietnam und basiert auf den Erfahrungen von Marlantes als Zugführer einer Infanterieeinheit. Der Roman gibt einen ungeschönten Eindruck auf die Widrigkeiten, welche die Marines im Vietnamkrieg auszuhalten hatten.

## Handlung

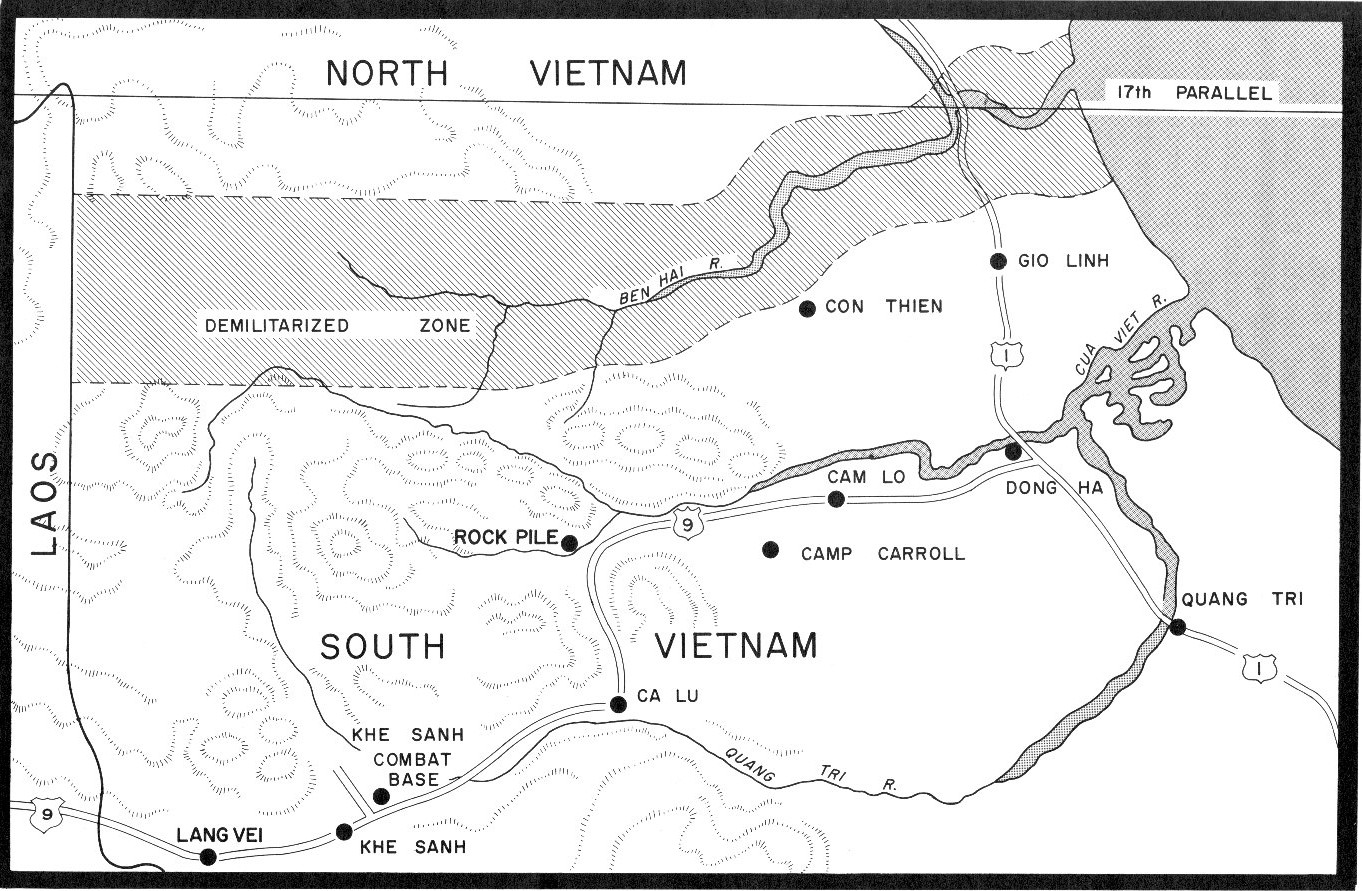
Demilitarisierte Zone (DMZ) zwischen Nord- und Südvietnam

Erzählt werden die Erlebnisse des Leutnants Waino Mellas, eines 19-jährigen College-Absolventen, und seinen Kameraden in der Bravo Kompanie, von denen die meisten noch Teenager sind. Matterhorn ist der Codename für eine Feuerunterstützungsbasis auf einer Geländeerhebung, die sich 2 km südlich der Demilitarisierten Zone (DMZ) und 3 km östlich von Laos befindet. Ausführlich werden zahlreiche Widrigkeiten und Gefahren, welche die Soldaten bei ihrem Vormarsch im unwegsamen Gelände des tropischen Bergwaldes, unter ungünstigen klimatischen Gegebenheiten, sowie durch Krankheiten und Gifttiere erleiden, beschrieben. Zu Beginn des Romans errichten die Marines eine befestigte Artilleriestellung, um sie kurz vor Fertigstellung wieder aufzugeben. Der weitere Verlauf des Romans handelt von den mehrfachen, tödlichen Rückeroberungsversuchen der nun von der Nordvietnamesischen Volksarmee besetzten Stellungen.

### Personen

#### Hauptfiguren gemäß Befehlskette
1. Major General[6] Neitzel, Divisionskommandeur
2. Colonel[7] Mulvaney, Regimentskommandeur 24. Regiment
3. Lieutenant Colonel[8] Simpson, Bataillonskommandeur 1. Bataillon
4. First Lieutenant[9] Fitch, Kompaniechef B-Kompanie
5. Second Lieutenant[10] Waino Mellas, Zugführer 1. Zug – Hauptfigur
6. Second Lieutenant Goodwin, Zugführer 2. Zug
7. Second Lieutenant Kendall, Zugführer 3. Zug
8. Corporal[11] Connolly, Gruppenführer 1. Gruppe/1. Zug
9. Vancouver, Mole, Schützen der 1. Gruppe/1. Zug
10. Corporal Fisher, Gruppenführer 2. Gruppe/1. Zug
11. Corporal Jacobs, Gruppenführer 2. Gruppe/1. Zug
12. Hippy, Schütze der 2. Gruppe/1. Zug
13. Corporal Jancowitz, Gruppenführer 3. Gruppe/1. Zug
14. Lance Corporal Jackson, Gruppenführer 3. Gruppe/1. Zug
15. Cortell, Mallory, Parker, Pollini, Williams, Schützen der 3. Gruppe/1. Zug[12]

## Hintergrund
Hintergrund ist der allmählich beginnende Rückzug der Amerikaner vom südostasiatischen Kriegsschauplatz. Bei der fiktionalen Bravo Kompanie (1st Battalion, 24th Marine Regiment, 5th Marine Division) handelt es sich tatsächlich um die Charlie Kompanie (1st Battalion, 4th Marine Regiment, 3rd Marine Division). Die Geschehnisse um Matterhorn basieren vermutlich auf den Gefechten bei der Landezone Mack (Hügel 484) und Hügel 400 zwischen dem 1. und 6. März 1969. Mit der Lima Kompany (3rd Battalion, 4th Marines) in Reserve, kämpften zwei Infanterie-Züge der Bravo Kompanie mehrfach um die Eroberung und Sicherung der Anhöhe, wobei mindestens 15 Soldaten verwundet und wenigstens 7 im Kampf getötet wurden. Der Autor Marlantes war der befehlshabende Offizier der Charlie Kompanie und erhielt für den Kampfeinsatz das Navy Cross. Bei der Eroberung von Hügel 484 und 400 wurden insgesamt 20 Marines getötet und viele verwundet. Die Anhöhe wurde nach der Eroberung wieder aufgegeben.

## Themen
Der Roman behandelt diverse zeitgenössische Themen wie z. B. unterschwellige Rassenkonflikte im Marine Corps bis hin zur religiösen Dimension des Krieges. Es geht um einen Stellvertreterkrieg, den die USA in Vietnam führt, während im eigenen Land die Antikriegs-Demonstrationen eskalieren und damit eine ganze Nation spalten. Second Lieutenant Waino Mellas ist erst 19 Jahre alt und muss bereits einen Zug führen. Erzählt wird die Geschichte dieses Schützenzuges, wie er sich durch die abgelegene Hügellandschaft zwischen Laos und Nordvietnam während der kühleren Monsunzeit schlägt, um die Nachschublinien der Nordvietnamesischen Volksarmee (People’s Army of North Vietnam (PAVN)) und Vietcong zu unterbrechen. Neben den Kampfhandlungen mit dem meist unsichtbaren Gegner spielen in Marlantes Roman Naturereignisse wie der permanente Monsunregen und die Gefahren des tropischen Bergwaldes eine besondere Rolle, die den jungen Soldaten ganz besonders zu schaffen machen. Eine andere Thematik ist die militärische Befehlsgebung, die hier in sinnlosen Angriffs- und Rückzugsbefehlen und Feuergefechte um ein strategisch völlig bedeutungsloses Areal pervertiert wird.

## Sprache und Stil
Marlantes verwendet eine harte realistische Sprache.

„Er sah zu, wie sich das Blut und der Eiter an den Fingern und Handgelenken mit dem Dreck und dem Regenwasser vermischten. Über kurz oder lang hatte sowieso alles die gleiche schmierige Konsistenz und vermischte sich mit dem Urin, den er nicht ganz einbehalten konnte, weil ihm so kalt war, dem Sperma von seinem letzten feuchten Traum, dem Kakao, den er tags zuvor verschüttet hatte, den Rotz, den er abgestreift hatte, den Eiter von seinen Hautgeschwüren, dem Blut von den geplatzten Egeln und den Tränen, die er wegwischte, damit niemand sah, dass er Heimweh hatte.“

Der Autor benutzt explizite Szenenbeschreibungen, um dem Leser das Grauen des Vietnamkrieges plastisch nahezubringen. Es geht um einen Soldaten, der daran zu sterben droht, dass ihm ein Blutegel in die Harnröhre wandert und der vom Sanitäter urologisch nicht mehr entfernt werden kann. Andere werden Opfer eines Tigerangriffs. Eine weitere Bedrohung geht auch von den zahlreichen Giftschlangen wie der Gebänderten Krait (Bungarus caeruleus), der Weißlippen-Bambusotter (Trimeresurus albolabris) oder der Königskobra (Ophiophagus hanna) aus, die häufig im vietnamesischen Dschungel vorkommen. Die Soldaten leiden unter Immersionsfüßen („Dschungelfäule“) und unter den Schnittwunden durch sogenannten „Rasiermessergras“. Es ist ein kräftig geschriebenes, ergreifendes Buch in einer starken Sprache, das häufig im Slang der GIs abgehalten ist. Es geht um die „Grenzzustände des Menschlichen“ und um die „Psychologie des Ausnahmezustands“, unter der die amerikanischen Soldaten leiden.

„Mit rüder Genauigkeit wird die nicht endende Verstümmelungsorgie beschrieben, all die aufgerissenen Leiber, herausquellenden Eingeweide, abgerissenen Beine, platzenden Köpfe und weggeschossenen Unterkiefer. Das erinnert an den zeitlupenhaften Hyperrealismus der ersten zwanzig Minuten des Spielberg-Films ‚Der Soldat James Ryan‘ – mit dem Unterschied, dass Marlantes keine unbekannten Soldaten sterben lässt, sondern Figuren, die sich aus den Dialogen und Beschreibungen des Romans langsam, aber nachhaltig konturiert haben. Er schafft es beeindruckend, die unterschiedlichen Typen und Temperamente in der Truppe zu schildern.“

Am Ende werden Fachbegriffe und Abkürzungen wie z. B. Baseball-Team oder Chuck in einem Glossar erläutert.

## Kritiken
Matterhorn wurde von mehreren Kritikern gelobt. In der Tageszeitung The New York Times bezeichnete der Journalist Sebastian Junger den Roman als „one of the most profound and devastating novels ever to come out of Vietnam—or any war.“

„Matterhorn stellt die Frage nach dem Sinn, nicht nur dieses konkreten Krieges, nicht nur des Krieges überhaupt, sondern nach dem Sinn des menschlichen Daseins. Sich dieser Frage zu stellen: Das macht Matterhorn erst zu einem heroischen Buch.“

„Marlantes Sprache ist nüchtern und durchsetzt mit militärischem Jargon. Mehr als die Hälfte des Romans besteht aus Dialogen, die oft ziemlich derb daherkommen. Nikolaus Stingls Übersetzung bringt das ohne Krampf und Künstlichkeit ins Deutsche, und sie transportiert auch den lakonisch-grotesken Ton, der sich geltend macht, wenn es um die Karrierespielchen hinter dem Heldentheater geht. Dieser Roman ist eine blutige Farce, ein Aufschrei des Leidens, ein Memorial für die Geschundenen und Zerfetzten eines Tages, der in der offiziellen Pressemitteilung unter ‚leichte Verluste‘ abgebucht wurde.“

„Wer fragt, warum man noch etwas über diesen Krieg lesen sollte, dem sei Marlantes' Buch empfohlen. Nicht dass es als Kunstwerk perfekt wäre, das ist es nicht. Aber es fächert aus einer Innenperspektive und in einem geradezu hyperrealistischen, fiebernden Stil sämtliche Facetten von Tod, Leid und der Sinnlosigkeit des Kriegsalltags auf. […] Karl Marlantes ist kein eleganter Erzähler. Er hat hin und wieder eine Neigung zum Überexpliziten und auch zu psychologischen Kurzschlüssen.“

“Marlantes' writing is evocative. We feel the Marines' exhaustion as they dig gun pits, carry dead and wounded comrades, and nearly die from hunger.”

„Marlantes Schreibweise ist bewegend. Wir fühlen die Erschöpfung der Marines, wenn sie ihre Schützenmulden ausheben, ihre toten und verwundeten Kameraden tragen und fast sterben vor Hunger.“

„Es ist die Genauigkeit der Details, aber auch eine kalte, imponierend präzise Sprache, die den Roman von Marlantes zu einem herausragenden, hinreißenden, ekelhaften Kriegsbuch machen: Hier erzählt ein Mann, der selbst im Vietnamkrieg war, Menschen umbrachte und einen schweren Seelenschaden erlitt, was das Schöne und das Schreckliche an einer Männer-Schicksalsgemeinschaft ist, die keine andere Wahl hat, als ums eigene Überleben und gegen andere Männer zu kämpfen.“